# Вейль, Жорж
Жорж Вейль (нем. Georges Weill, фр. Georges Weill; 17 сентября 1882[…], Страсбург — 10 января 1970, XVI округ Парижа) — эльзасский (немецкий и французский) политик, журналист, публицист и редактор. Доктор политических наук, автор ряда статей по вопросам политической экономии. Депутат рейхстага Германской империи от Меца от Социал-демократической партии с 1912 по 1914 год и член Палаты депутатов Третьей французской республики от Французской секции Рабочего интернационала.

## Биография
Жорж Вейль родился 17 сентября 1882 года в городе Страсбурге в двуязычной франко-немецкой семье торговца Элиаса Вайля и его жены Мелани Вайль-Дрейфус проживавшей в контролируемой немцами Эльзас-Лотарингии. Учился сперва в средней школе родного города, затем на факультете литературы в столичной Сорбонне и на факультете права и политологии Страсбургского университета, где слушал лекции немецкого экономиста Георга Фридриха Кнаппа и защитил докторскую степень в 1904 году став доктором политических наук.
С 1900 по 1901 год Жорж Вейль был редактором парижского журнала Le Mouvement socialiste, в 1902–1904 годах состоял научным сотрудником Торговой палаты в Страсбурге, в 1905 году редактором Free Press в Страсбурге и в 1906–1910 годах редактором Franconian Daily Mail в Нюрнберге. Его левая публицистика принесла ему большие неприятности: он неоднократно был оштрафован и дважды приговаривался к тюремному заключению.
С 1912 года он был членом германского рейхстага от Социал-демократической партии Германии (СДПГ) по избирательному округу города Мец в Эльзасе-Лотарингии. На выборах он, при поддержке либералов, обошёл во втором туре действующего держателя мандата Альбера Грегуара.
31 июля 1914 года, когда его соратник, видный деятель французского и международного социалистического движения Жан Жорес, был застрелен французским националистом Раулем Вилленом в парижском «Кафе дю Круассан», Вейль был рядом с ним. Жореса иногда называют первой жертвой ещё не начавшейся войны, следовательно Вейля можно назвать первым свидетелем своими глазами увидевшим трагизм ситуации, что отчасти объясняет его последующие действия.
Когда началась Первая мировая война Жорж Вейль категорически не принял лозунг «Эльзас наш» и 5 августа 1914 года вступил во французскую армию в качестве переводчика и открыто заявил, что стоит на стороне Франции. За свою публичную антивоенную позицию он был объявлен дезертиром, иностранным агентом и т.п., был лишён немецкого гражданства и потерял место в Рейхстаге. СДПГ также публично отреклась от него.
Время все расставило по своим местам, План Шлиффена (предтеч Блицкрига) успехом не увенчался, Германская империя потерпела поражение, потеряла колонии и развалилась на части начала выплачивать огромные репарации оплакивая погибших. Однако для немецких ура-патриотов виноваты были не те, кто развязал эту бойню, а те, кто всячески пытался её остановить. Поэтому Вайль не видя своего будущего в Германии, предпочел после войны остаться во Франции.
С 1919 года Жорж Вейль состоял генеральным советником департамента Нижнего Рейна, а затем членом Совета по делам Эльзас-Лотарингии. 
С 1924 по 1928 год и с 1932 по 1936 год он был членом Палаты депутатов Франции. В 1928 году он соперничал во втором туре выборов с Жаном-Пьером Мурером, но проиграл. Он также был вице-президентом Национальной республиканской лиги (фр. Ligue républicaine national), партии, основанной бывшим президентом Франции Александром Мильераном.
Жорж Вейль умер 10 января 1970 года в Париже.
За заслуги перед Францией Вейль был отмечен орденом Почётного легиона.